# Alberto Sigismondi
Alberto Sigismondi (* 17. Dezember 1957 in Bozen) ist ein italienischer Politiker.

## Biographie
Sigismondi ist als Freiberufler tätig und war von 1995 bis 2006 für die Alleanza Nazionale Mitglied des Bozner Gemeinderats. Nachdem Giorgio Holzmann bei den italienischen Parlamentswahlen 2006 in die Abgeordnetenkammer gewählt worden war, rückte Sigismondi an seiner Stelle bis zum Ende der Legislaturperiode 2008 in den Südtiroler Landtag und damit gleichzeitig den Regionalrat Trentino-Südtirol nach.  2010 wurde er für den Popolo della Libertà (PdL) in den Gemeinderat gewählt. Ab März 2010 war Sigismondi zusammen mit Michaela Biancofiore Südtiroler Landeskoordinator des PdL, wechselte aber in der Folge zur neu gegründeten Partei Fratelli d’Italia. 2015 konnte Sigismondi für die Fratelli d’Italia erneut in den Gemeinderat einziehen, bei den Neuwahlen 2016 blieb er allerdings als Kandidat des Bündnisses Alleanza per Bolzano als erster Nichtgewählter zunächst außen vor. Nach dem Ausscheiden Giorgio Holzmanns rückte er jedoch wenige Monate später in den Gemeinderat nach. Im Laufe der Amtsperiode wurde er Mitglied von Forza Italia, als deren Spitzenkandidat er sich 2020 erfolglos für einen Sitz im Gemeinderat bewarb.